# Poly(méthylsilyne)

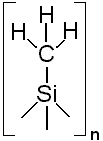
Structure générique du poly(méthylsilyne).

Le poly(méthylsilyne), ou PMSy, est un polymère organosilicié de type polysilyne (en). Il s'agit d'un polymère à réseau aléatoire constitué d'atomes de silicium à hybridation tétraédrique portant chacun un substituant méthyle. À température ambiante, il se présente sous la forme d'une poudre jaune foncé. Il est facilement soluble dans un grand nombre de solvants, comme le tétrahydrofurane (THF), l'éther diéthylique, le toluène, etc.), en formant une suspension colloïdale claire et non visqueuse qui peut être déposée en film ou revêtir divers substrats. La thermolyse de cette substance sous atmosphère d'argon à pression de 1  à   3 atm et température de 200 à 450 °C donne du carbure de silicium SiC,,. L'intérêt de ce mode de production du SiC est que le polymère peut être obtenu avec différentes géométries (films, fibres, plateaux, etc.) avant d'être converti en céramique de carbure de silicium avec la géométrie désirée.
Le poly(méthylsilyne) est produit par réduction de méthyltrichlorosilane SiCl3CH3 par un métal alcalin suivi d'une alkylation.